# Pau FC
De Pau Football Club, afgekort als Pau FC, is een Franse voetbalclub die uitkomt in de Ligue 2. De club, opgericht in 1959 en gevestigd in Pau, in de regio Pyrénées-Atlantiques, speelt in geel en blauw.

## Geschiedenis
Pau FC is voortgekomen uit de jeugdorganisatie Bleuets de Notre-Dame, die in 1920 officieel werd opgericht in de wijk Mayolis en de hoogste amateurdivisie van Frankrijk bereikte aan het begin van het seizoen 1958-1959. De religieuze autoriteiten waren van mening dat het sportieve niveau van de jeugdorganisatie nu verder reikte dan alleen een lokale sportvereniging.
Onder leiding van hun oprichter en president, José Bidegain, werd het eerste team van de Bleuets de Notre-Dame omgedoopt tot Football-Club de Pau en vestigde het zich al in de jaren 1960 in het Hameau-stadion, met als ambitie om de professionele divisies te bereiken.
Door terugkerende financiële problemen, die de gemeente Pau meerdere malen dwongen om in te grijpen, degradeerde FC Pau uiteindelijk en keerde terug naar de Ligue du Sud Ouest. Ondanks de ambities van het management slaagde de club er niet in om de professionele wereld te bereiken. In de jaren 90 gaf de club roekeloos veel geld uit in hun streven naar professionele status en miste meerdere keren promotie naar de tweede divisie. Financieel uitgeput ging FC Pau failliet en werd het in 1995 teruggezet naar National 2, het vierde niveau van het Franse voetbal.
De club maakte een doorstart onder impuls van twee voormalige spelers, Bernard Laporte-Fray en Joël Lopez, en kreeg de nieuwe naam Pau Football Club. De financiën werden hersteld en de club handhaafde zich in de National-divisie tot 2007. Uiteindelijk degradeerde Pau FC naar National 2, maar promoveerde aan het begin van het seizoen 2016-2017 weer naar de derde divisie.
Twee jaar later, 59 jaar na de oprichting, opende Pau FC haar eerste stadion ooit: het Nouste Camp.
Na het winnen van het kampioenschap in de derde divisie tijdens het seizoen 2019-2020, werd de club professioneel en beleeft het sindsdien de meest succesvolle periode in haar geschiedenis. De club streeft ernaar om zich duurzaam te vestigen in het professionele Franse voetballandschap.

## Erelijst
Championnat National
2020

## Eindklasseringen
- 1960 7e
Niveau 3
- 1961 4e
Niveau 3
- 1962 9e
Niveau 3
- 1963 9e
Niveau 3
- 1964 9e
Niveau 3
- 1965 12e
Niveau 3
- 1966
Niveau 4
- 1967
Niveau 4
- 1968 1e
Niveau 4
- 1969 11e
Niveau 3
- 1970 7e
Niveau 3
- 1971 7e
Niveau 4
- 1972 9e
Niveau 4
- 1973 8e
Niveau 4
- 1974 5e
Niveau 4
- 1975 14e
Niveau 4
- 1976
Niveau 5
- 1977
Niveau 5
- 1978 4e
Niveau 5
- 1979 10e
Division 4
- 1980 5e
Division 4
- 1981 6e
Division 4
- 1982 3e
Division 4
- 1983 2e
Division 4
- 1984 10e
Division 3
- 1985 5e
Division 3
- 1986 3e
Division 3
- 1987 3e
Division 3
- 1988 10e
Division 3
- 1989 6e
Division 3
- 1990 11e
Division 3
- 1991 14e
Division 3
- 1992 8e
Division 3
- 1993 1e
Division 3
- 1994 8e
National 1
- 1995 12e
National 1
- 1996 7e
National 2
- 1997 6e
National 2
- 1998 1e
National 2
- 1999 7e
National
- 2000 6e
National
- 2001 15e
National
- 2002 16e
National
- 2003 16e
National
- 2004 11e
National
- 2005 10e
National
- 2006 15e
National
- 2007 16e
National
- 2008 17e
National
- 2009 3e
CFA
- 2010 12e
CFA
- 2011 3e
CFA
- 2012 13e
CFA
- 2013 14e
CFA
- 2014 6e
CFA
- 2015 6e
CFA
- 2016 1e
CFA
- 2017 14e
National
- 2018 10e
National
- 2019 10e
National
- 2020 1e
National
- 2021 14e
Ligue 2
- 2022 10e
Ligue 2
- 2023 13e
Ligue 2
- 2024 10e
Ligue 2
- 2025 13e
Ligue 2

- Niveau 2
- Niveau 3
- Niveau 4
- Niveau 5